# Komu bije dzwon (film)
Komu bije dzwon (ang. For Whom the Bell Tolls) – amerykański film wojenny z 1943 roku w reżyserii Sama Wooda, zrealizowany na kanwie powieści Ernesta Hemingwaya pod tym samym tytułem.
Film był kasowym hitem w 1943. Nominowano go do dziewięciu Oscarów. Ostatecznie zdobył jednego – dla najlepszej aktorki drugoplanowej (Katina Paxinou).

## Opis fabuły

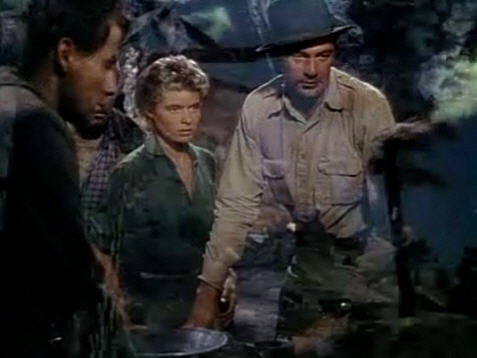
Planujący misję partyzanci

Akcja filmu dzieje się w 1937 roku, podczas hiszpańskiej wojny domowej. Robert Jordan (Gary Cooper) otrzymuje ryzykowną misję w górach. Pilar (Katina Paxinou), która dowodzi tutejszym oddziałem posiada zdolność przepowiadania przyszłości. Przydziela mu do pomocy Maríę (Ingrid Bergman), młodą kobietę doświadczoną przez wojnę. Para spędza noc w jaskini, czuwając, aby w odpowiednim momencie wysadzić most.

## Obsada
- Gary Cooper – Robert Jordan
- Ingrid Bergman – María
- Akim Tamiroff – Pablo
- Arturo de Córdova – Agustín
- Vladimir Sokoloff – Anselmo
- Mikhail Rasumny – Rafael (Cygan)
- Fortunio Bonanova – Fernando
- Eric Feldary – Andrés
- Victor Varconi – Primitivo
- Katina Paxinou – Pilar
- Joseph Calleia – El Sordo
- Lilo Yarson – Joaquin
- Alexander Granach – Paco
- Adia Kuznetzoff – Gustavo
- Leonid Snegoff – Ignacio
- Leo Bulgakov – gen. Golz
- Duncan Renaldo – Lieutenant Berrendo

## Nagrody i nominacje
Nagroda Akademii Filmowej
- Najlepsza aktorka drugoplanowa – Katina Paxinou (wygrana)
- Najlepszy film (nominacja)
- Najlepszy aktor pierwszoplanowy – Gary Cooper (nominacja)
- Najlepsza aktorka pierwszoplanowa – Ingrid Bergman (nominacja)
- Najlepszy aktor drugoplanowy – Akim Tamiroff (nominacja)
- Najlepsza muzyka w dramacie lub komedii – Victor Young (nominacja)
- Najlepsza scenografia – filmy kolorowe – Bertram C. Granger, Haldane Douglas, Hans Dreier (nominacja)
- Najlepsze zdjęcia – filmy kolorowe – Ray Rennahan (nominacja)
- Najlepszy montaż – Sherman Todd, John F. Link Sr. (nominacja)

Złoty Glob
- Najlepszy aktor drugoplanowy – Akim Tamiroff
- Najlepsza aktorka drugoplanowa – Katina Paxinou